# Масол Віталій Андрійович
Віта́лій Андрі́йович Масо́л (14 листопада 1928 , Олишівка, Чернігівська округа  — 21 вересня 2018 , Київ ) — український та радянський державний діяч, голова Ради міністрів Української РСР (липень 1987 — жовтень 1990), прем'єр-міністр України (червень 1994 — березень 1995). Народний депутат України 1-го та 2-го скликання (1990—1998). Член ЦК КПУ (1976—1991). Кандидат у члени Політбюро ЦК КПУ (лютий 1986 — липень 1987). Член Політбюро ЦК КПУ (липень 1987 — листопад 1990). Депутат Верховної ради УРСР 9–11-го скликань (1975—1990). Депутат Ради Союзу Верховної Ради СРСР 10—11-го скликань (1979—1989). Народний депутат СРСР (1989—1991). Член Центральної Ревізійної Комісії КПРС (1981—1986). Кандидат у члени ЦК КПРС (1986—1989). Член ЦК КПРС (1989—1991). Почесний громадянин Краматорська.

## Біографія
Народився 14 листопада 1928 року в родині вчителів в містечку Олишівка, тепер село Чернігівського району Чернігівської області.
1951 року закінчив механічний факультет Київського політехнічного інституту за спеціальністю інженер-механік.

### Політична та громадська діяльність
Працював на Новокраматорському машинобудівному заводі на посадах помічника майстра, майстра, начальника бюро технічних розробок. Від квітня 1951 року — спочатку заступник начальника, потім — начальник механічного цеху, згодом — заступник головного інженера заводу.
Член КПРС з 1956 року.
Від липня 1963 року — директор Новокраматорського машинобудівного заводу Донецької області. У 1971—1972 роках — генеральний директор виробничого об'єднання Краматорських заводів важкого машинобудування Донецької області.
Без відриву від виробництва захистив кандидатську дисертацію на тему «Втомна міцність вуглецевої сталі для великовантажних суднових гребних гвинтів виробництва Новокраматорського машинобудівного заводу». Кандидат технічних наук. Має авторські посвідчення за раціоналізаторські пропозиції та винаходи.
Від вересня 1972 року — перший заступник голови Держплану УРСР, з 16 січня 1979 року — заступник голови Ради Міністрів УРСР, голова Державного планового комітету УРСР.
10 липня 1987 року призначений головою Ради Міністрів УРСР. Працював на цій посаді в складний період трансформації суспільно-політичного ладу, кризи й розвалу єдиного загальносоюзного народногосподарського комплексу. Проти Масола та його союзоцентристських поглядів активно виступали Народна Рада та Народний Рух України, тому відставка В.Масола стала однією з 5 вимог під час Студентської революції на граніті. В результаті 23 жовтня 1990 року Верховна Рада України прийняла відставку В. Масола.
Під час перших вільних виборів до Верховної ради Української РСР навесні 1990 року обраний народним депутатом.
Після відставки з посади голови Ради міністрів зосередився на парламентській роботі. Працював у комісії Верховної Ради України з питань планування, бюджету, фінансів та цін.
За представленням Президента України Леоніда Кравчука 16 червня 1994 року Верховною Радою України був удруге затверджений на посаді прем'єр-міністра. Подав у відставку в березні 1995 року.

Могила Віталія Масола та його дружини, Байкове кладовище

Після відставки жив на дачі в Конча-Заспі разом із сестрою Світланою, яка переїхала до нього після смерті дружини Масола. Помер за два місяці до 90-го дня народження, 21 вересня 2018 року в Києві в клінічній лікарні «Феофанія». Похований в одній могилі з дружиною Ніною Василівною на центральній алеї Байкового кладовища (ділянка № 52а).

## Нагороди та відзнаки
- два ордени Леніна (1966, 1986)
- Орден Жовтневої Революції (1971),
- Трудового Червоного Прапора (1978),
- «Знак Пошани» (1960),
- «За заслуги» III ступеня (1997)[12],
- «За заслуги» I ступеня (2008)[13],
- князя Ярослава Мудрого IV ступеня (2003)[14],
- князя Ярослава Мудрого V ступеня (1998)[15],
- три медалі
- Почесний громадянин Краматорська

### Позбавлений
- Почесний громадянин Києва (позбавлений 25.05.2023, посмертно)[16]